# بارلی، پا-دو-کاله
بارلی (به فرانسوی: Barly) یک کمون (فرانسه) در فرانسه است که در پا-دو-کاله واقع شده‌است. بارلی ۶٫۱۵ کیلومتر مربع مساحت دارد ۱۴۰ متر بالاتر از سطح دریا واقع شده‌است.